# Pero algerna
Pero algerna là một loài bướm đêm trong họ Geometridae.